# Britta Stövling
Britta Maria Stövling, ogift Olsson, född 11 juni 1923 i Kungsholms församling i Stockholm, död 11 maj 2010 i Sankt Matteus församling i Stockholm, var en svensk författare och feminist.
Stövling, som var dotter till ingenjör Herman Olsson och kontorist Astrid Bondesson, uppnådde normalskolekompetens 1941, genomgick handelsutbildning 1942, studerade vid vuxengymnasium 1954–1956 och blev filosofie magister 1962. Hon var sekreterare 1942–1946, förlagsredaktör 1965–1970 och författare från 1971. Hon utgav feministiska böcker, artiklar, antologier och noveller. Hon var även verksam som föredragshållare.
Hon var 1946–1969 gift med konstnären Erik O. Stövling (1913–1991).